# (473062) 2015 HR91
(473062) 2015 HR91 es un asteroide perteneciente al cinturón de asteroides, descubierto el 12 de febrero de 2004 por el equipo del Spacewatch desde el Observatorio Nacional de Kitt Peak, Arizona, Estados Unidos.

## Designación y nombre
Designado provisionalmente como 2015 HR91.

## Características orbitales
2015 HR91 está situado a una distancia media del Sol de 2,920 ua, pudiendo alejarse hasta 3,231 ua y acercarse hasta 2,608 ua. Su excentricidad es 0,106 y la inclinación orbital 2,730 grados. Emplea 1822 días en completar una órbita alrededor del Sol.

## Características físicas
La magnitud absoluta de 2015 HR91 es 16,4.